# Ophiotholia
Ophiotholia is een geslacht van slangsterren uit de familie Ophiohelidae. De wetenschappelijke naam van het geslacht werd in 1880 voorgesteld door Theodore Lyman. In de protoloog plaatste Lyman in het geslacht slechts de soort Ophiotholia supplicans, waarmee die automatisch de typesoort werd.

## Soorten
- Ophiotholia aurora Thuy & Meyer, 2012 †
- Ophiotholia gibbosa Litvinova, 1992
- Ophiotholia mitrephora H.L. Clark, 1910
- Ophiotholia montana Litvinova, 1981
- Ophiotholia odissea Litvinova, 1992
- Ophiotholia spathifer (Lyman, 1879)
- Ophiotholia supplicans Lyman, 1880